# My Brother the Devil
Pour plus de détails, voir Fiche technique et Distribution.
My Brother the Devil est un film britannique écrit et réalisé par Sally El Hosaini (en) et sorti en 2012.
Il a été présenté au Festival de Sundance 2012, où il a remporté le Prix de la meilleure photographie internationale.

## Synopsis
Dans les rues d'Hackney, la vie de deux musulmans d'origine égyptienne : Mo (Elsayed) idéalisant son frère Rachid (Floyd), un chef de bande au rythme de vie très tourmenté 

## Fiche technique
- Titre original : My Brother the Devil
- Réalisation : Sally El Hosaini (en)
- Scénario : Sally El Hosaini (en)
- Direction artistique : Stéphane Collonge
- Décors : Pedro Moura
- Costumes : Rob Nicholls
- Photographie : David Raedeker
- Son : Jovan Ajder
- Montage : Iain Kitching
- Musique : Stuart Earl
- Production : Julia Godzinskaya, Gayle Griffiths et Michael Sackler
- Société(s) de production : Rooks Nest Entertainment et Wild Horses Film Company
- Société(s) de distribution :  Verve Pictures
- Budget :
- Pays d'origine :  Royaume-Uni
- Langue : Anglais
- Format : Couleurs - 35 mm - 2.35:1 - Son Dolby numérique
- Genre : Drame
- Durée : 111 minutes
- Dates de sortie :
  -  États-Unis : 22 janvier 2012 (festival du film de Sundance 2012)
  -  Royaume-Uni : 9 novembre 2012

## Distribution
- James Floyd : Rachid
- Fady Elsayed : Mo
- Saïd Taghmaoui : Sayid

## Distinctions

### Récompenses
- Festival de Sundance 2012 : meilleure photographie internationale
- Festival de Berlin 2012 : Label Europa Cinemas
- Outfest 2012 : Grand prix du jury
- British Independent Film Awards 2012 : meilleur espoir pour James Floyd
- Evening Standard British Film Awards 2013 : révélation de l'année pour Sally El Hosaini